# Éthique en intelligence économique
L'éthique en intelligence économique désigne un ensemble de règles éthiques que doivent respecter les professionnels de l'intelligence économique.

## Concept
L'intelligence économique en tant qu'activité professionnelle agit souvent autour de la limite de la légalité. Cela peut conduire à des dérapages de la part des entreprises. Afin de définir un cadre réglementaire qui circonscrive les activités et comportements que peuvent légitimement adopter les professionnels de l'intelligence économique, des règles à ce sujet ont été édictées dans plusieurs pays.
Ainsi, en France, des règles sont définies par la Fédération des professionnels de l'intelligence économique, créée à la fin de 2005 par l'amiral Pierre Lacoste. Cette charte éthique, qui contient huit articles, appelle à ce que « les professionnels de l'intelligence économique s'engagent à ne pas porter atteinte aux intérêts fondamentaux de la France ». Ainsi, « Il leur revient d'informer leur client lorsque l'exécution de la prestation demandée pourrait porter préjudice aux intérêts supérieurs de la Nation. Les termes de la mission doivent alors être modifiés ou la mission refusée ». 
Les questions d'éthique en intelligence économique abordent également les questions liées au recrutement de sources, d'informateurs ou encore d'agents.
Pour l'individu la question ne se résout pas avec des règles professionnelles. Dans le contexte globalisé, face à des situations multiples, c'est un questionnement, un système éthique qui constitue la démarche d'une éthique de l'intelligence économique.